# Anu Aggarwal
Anu Aggarwal (New Delhi, 11 januari 1969) is een voormalig Indiaas actrice die voornamelijk in de Hindi filmindustrie actief was.

## Biografie
Aggarwal, die een korte periode modellenwerk deed en een rol had in de televisieserie Isi Bahane (1988), maakte haar filmdebuut met Aashiqui (1990). De film bezorgde haar de sterrenstatus en de aanbiedingen stroomden binnen.
In 1997 schoof ze haar filmcarrière aan de kant om yoga te gaan praktiseren voor een duur van twee jaar in een yoga school in Uttarakhand. In 1999 keerde ze terug naar Mumbai om haar spullen in te pakken om verder als yogi te gaan leven en om mensen te dienen, toen er een ernstig auto-ongeluk gebeurde. Aggarwal lag 29 dagen in coma, waardoor ze geen herinnering meer aan haar eerdere leven over hield. In 2001 koos ze ervoor verder te leven als slotzuster. Toen ze terugkeerde naar huis in 2006 kwam ze weer onder de mensen en was geschokkeerd over hetgeen wat er om haar heen gebeurde. Mensen die foto's van haar viraal lieten gaan van haar uiterlijk van toen en nu. Ze houd haarzelf voornamelijk bezig met haar Anu Aggarwal Foundation dat zich richt op geestelijke gezondheid, welzijn van het milieu en stressverlichting. Ook bracht ze in 2015 haar autobiografie Anusual: Memoir of a Girl Who Came Back from the Dead uit.

## Filmografie

### Films
| Jaar | Films                 | Rol                             | Opmerking                                 |
| ---- | --------------------- | ------------------------------- | ----------------------------------------- |
| 1990 | Aashiqui              | Anu Verghese                    |                                           |
| 1992 | Ghazab Tamasha        | Ganga                           |                                           |
| 1993 | Thiruda Thiruda       | Chandralekha                    | Tamil film                                |
| 1993 | King Uncle            | Fenni Fernando                  |                                           |
| 1993 | Khal-Naaikaa          | Kiran                           |                                           |
| 1994 | The Cloud Door        | prinses Kurangi                 | korte film op het Filmfestival van Cannes |
| 1995 | Janam Kundli          | Kiran M Prasad/ Kiran R. Kapoor |                                           |
| 1995 | Ram Shastra           |                                 | in nummer "Love Machine"                  |
| 1996 | Return of Jewel Thief | prinses Vishaka                 |                                           |

### Televisie
| Jaar | Programma              | Rol       | Opmerking                  |
| ---- | ---------------------- | --------- | -------------------------- |
| 1988 | Isi Bahane             | Parineeta | TV serie                   |
| 1989 | Schweppes Indian Tonic | model     | reclamespotje              |
| 1990 | Tata Tea               | model     | reclamespotje              |
| 1991 | Kama Sutra condom      | model     | reclamespotje              |
| 1994 | Oye MTV/ BPL Oye!      | VJ        |                            |
| 2020 | The Kapil Sharma Show  | gast      | 30-jarig jubileum Aashiqui |